# Cyclotyphlops deharvengi
Cyclotyphlops deharvengi je drobný had z čeledi slepákovitých žijící na ostrově Sulawesi v Indonésii.
Je to jediný zástupce rodu Cyclotyphlops. V současnosti nejsou známy žádné poddruhy. Samotný druh je znám pouze ze dvou exemplářů objevených v roce 1994 v provincii Selatan na Sulawesi. Způsob života, areál rozšíření, ani způsob rozmnožování není znám. Oba exempláře měřily 14 centimetrů, předpokládá se, že stejně jako ostatní zástupci čeledi klade vajíčka. Obrovskou záhadou je přítomnost zploštělé šupiny uprostřed hlavy. Připomíná „třetí oko“, jaké známe u hatérií, mezi hady však zatím objeveno nebylo. Úroveň znalostí tohoto druhu nedovoluje domněnku potvrdit či vyvrátit. Klasické oči rozeznávají pravděpodobně jen světlo a tmu, oko na temeni hlavy pravděpodobně nemá žádnou funkci.